# Konica Minolta
Konica Minolta — японський холдинг, глобальний провайдер комплексних рішень для бізнесу, послуг паперового та електронного документообігу, керування корпоративним контентом і професійним друком.
Виник при злитті японських фірм Konica і Minolta 7 січня 2003 року. Головний офіс компанії розташований у Токіо. Загалом компанія має 50 офісів у всьому світі та надає свої послуги у 150 країнах.
Компанія також виробляє оптичні прилади, включаючи лінзи та РК-плівку; засоби медичної та графічної візуалізації, такі як рентгенівські системи обробки зображень, кольорозахисні системи та рентгенівські плівки; фотометри та текстильні принтери. Колись у компанії було виробництво фотокамер, успадковане від Konica та Minolta, але воно було продане в 2006 році компанії Sony, а серія Alpha від Sony стала наступником відділення з виробництва однооб'єктивних дзеркальних фотокамер.        

## Konica Minolta у світі
Konica Minolta допомагає своїм клієнтам цифровізуватися: завдяки своєму унікальному досвіду роботи з зображеннями та можливостям обробки даних, Konica Minolta створює актуальні рішення для своїх клієнтів і розв'язує проблеми, з якими стикається суспільство.
Як постачальник комплексних ІТ рішень, Konica Minolta надає консультації та послуги з оптимізації бізнес-процесів за допомогою автоматизації робочих процесів. Крім того, компанія пропонує своїм клієнтам послуги керування ІТ інфраструктурою, ІТ безпекою та хмарними середовищами.
Що стосується рішень для офісного друку, у "IDC MarketScape: World Print Transformation 2020 Vendor Assessment" зазначено [Архівовано 13 квітня 2021 у Wayback Machine.], що Konica Minolta "визнана світовим лідером в області трансформації друку".
За даними InfoSource, вже понад 10 років Konica Minolta є лідером ринку продуктивного друку в Європі. Компанія пропонує бізнес-консалтинг, сучасні технології та програмне забезпечення клієнтам на поліграфічному ринку. 
У секторі охорони здоров'я Konica Minolta оцифровує клінічні процеси та пропонує широкий спектр передових рішень для діагностики.
Центр бізнес інновацій в Лондоні та чотири науково-дослідні лабораторії в Європі дозволяють Konica Minolta просувати інновації, співпрацюючи зі своїми клієнтами, а також академічними, промисловими та бізнес-партнерами.
За інноваційний підхід до обслуговування клієнтів Konica Minolta була відзначена престижною нагородою "Buyers Lab PaceSetter Award for Serviceability and Support 2020/2021 [Архівовано 13 квітня 2021 у Wayback Machine.]" від Keypoint Intelligence.

## Konica Minolta в Європі
Konica Minolta Business Solutions Europe представлена дочірніми компаніями та дистриб'юторами в більш ніж 80 країнах Європи, Центральної Азії, Близького Сходу та Африки. Станом на квітень 2020 року штат компанії налічує близько 10 000 працівників. У 2019/2020 фінансовому році дохід Konica Minolta Europe склав 2,34 мільярда євро.

## Konica Minolta в Україні
Konica Minolta Ukraine [Архівовано 18 березня 2021 у Wayback Machine.] є дочірнім підприємством Konica Minolta Business Solutions Europe GmbH, Лангенгаген (Німеччина), що є частиною холдингу Konica Minolta Inc., Токіо (Японія).
Серед клієнтів Konica Minolta Ukraine великі та середні локальні та міжнародні компанії, як-от «Концерн Галнафтогаз», «АрселорМіттал Кривий Ріг», "АГРОСЕМ", "БСХ Побутова Техніка", «ПЗУ Україна страхування життя», ВЕСТ ПЕТРОЛ МАРКЕТ (мережа WOG), "Елопак-Фастів", КОНЦЕРН ХЛІБПРОМ, МЕТРО КЕШ ЕНД КЕРІ, "ОТП Лізинг", "ФУДЖІКУРА АУТОМОТІВ", АНКОР ПЕРСОНАЛ Україна, ПОРШЕ МОБІЛІТІ та інші.
На сьогодні, на постійній основі, Konica Minolta Ukraine обслуговує майже 12 000 БФП, інстальованих по всій Україні (крім тимчасово окупованих територій, де компанія припинила свою діяльність).

## Історія
Konica Minolta була сформована в результаті злиття між японськими фірмами Konica і Minolta, 7 січня 2003 року, а корпоративна структура завершила реорганізацію в жовтні 2003 року. Слід зазначити, що компанія Konica з'явилася 1873 року, а Minolta — 1928.   
19 січня 2006 року компанія оголосила, що припиняє роботу з фотокамерами. Напрямок з дзеркальними камерами був переданий Sony з 31 березня 2006 року, і Sony продовжила розробку камер, сумісних з лінзами автофокусування Minolta. Konica Minolta вийшла з ринку фотографії 30 вересня 2006 року. Підрозділи кольорової плівки, кольорового паперу, фотохімічної та цифрової мінілабораторій припинили свою діяльність. Dai Nippon Printing придбала фабрику Konica в Одаварі, плануючи й надалі виробляти папір під брендом Dai Nippon. CPAC придбав хімічний завод Konica.            
У 2010 році компанія запустила свою першу систему цифрового продуктивного друку — bizhub PRESS C8000, флагманська модель свого сімейства кольорових принтерів, що забезпечує високу якість зображення, у порівнянні з офсетним друком, а також забезпечує високу швидкість та надійність. Згодом була запущена система цифрової рентгенографії та були випущені перші органічні світлодіоди.            
У 2013 році компанія Konica Minolta Holdings, Inc. була змінена на Konica Minolta, Inc. Ця реорганізація мала на меті пришвидшити різноманітні ініціативи, спрямовані на підвищення корпоративної цінності шляхом посилення управлінських можливостей у бізнесі бізнес-технологій, сприяння стратегічному та гнучкому використанню управлінських ресурсів та побудові систем для підтримки ефективної роботи.            
Продуктивні рішення для комерційної поліграфії та репрографічних центрів є одним зі стратегічних напрямків бізнесу Konica Minolta.            
З 2016 року Konica Minolta є мажоритарним акціонером німецької компанії, виробника інтелектуальних відеорішень, MOBOTIX. За цей час компаніям вдалося значно збільшити базу клієнтів та розвинути свій бізнес. Тільки у Європі це партнерство залучило понад 70 клієнтів.            

## Оптимізація бізнес-процесів
Konica Minolta пропонує рішення для оптимізації бізнес-процесів [Архівовано 13 квітня 2021 у Wayback Machine.], аналізує та покращує документообіг в компаніях, а також допомагає своїм клієнтам підлаштувати робочі місця до викликів нової реальності. Компанія створює інтелектуальне робоче місце або Intelligent Connected Workplace [Архівовано 13 квітня 2021 у Wayback Machine.]. 
Konica Minolta впроваджує рішення на найсучасніших платформах, як-от M-Files, Microsoft 365, К2 та з використанням власних інструментів, як-от DokoniFind, Document Navigator, WorkplaceGo тощо. З технологіями RPA та машинного навчання компанія автоматизовує обробку первинних документів, процеси погодження контрактів, відпусток, відряджень тощо. Інструменти для контекстного корпоративного пошуку від Konica Minolta дають змогу компаніям знаходити необхідну інформацію в корпоративних системах та директорях за лічені секунди. Konica Minolta допомагає компаніям при переході у хмару та підлаштовує бізнес-процес до мобільності працівників.

## Цифрові рішення для офісів
Konica Minolta пропонує комплексні рішення для друку документів в офісах, на виробництві та у логістичних центрах. 
Konica Minolta є виробником та постачальником офісних багатофункціональних пристроїв bizhub [Архівовано 13 квітня 2021 у Wayback Machine.], що мають безліч додаткових функцій для оптимізації робочих процесів. Офісні хаби Konica Minolta створені, щоби зробити щоденні процеси роботи з документами більш продуктивними та зручними для командної роботи. 
Konica Minolta є провідним провайдером послуг аутсорсингу друку в Україні та Європі.

## Професійний друк
Konica Minolta пропонує рішення для виробничого та індустріального друку: цифрове оздоблення відбитків лаком та фольгою, струменевий друк, друк етикетки, інструменти для керування кольором, післядрукарської обробки та автоматизації робочих процесів друкарень.
Новітні технології для цифрового оздоблення – вибіркове лакування та фольгування, тобто виділення певних областей та додавання 3D ефектів, – дозволяють провайдерам друкарських послуг повністю розкрити свої творчі можливості та підвищити вартість продукції. Додавання тримірного лакування та тиснення фольгою перетворює звичайний відбиток у продукт преміум класу.  
MGI JETVARNISH 3D TECHNOLOGY [Архівовано 13 квітня 2021 у Wayback Machine.] відкриває нові вигідні можливості на ринку для цифрових та офсетних друкарень. З нею можна надавати послуги високоякісного вибіркового лакування – працювати як з цифровими, так і з офсетними відбитками, друкувати короткі тиражі та великі партії, змінювати товщину шару лаку для відтворення відчутного рельєфу на відбитках. 

## Інтелектуальні відеорішення
З 2016 року Konica Minolta є мажоритарним акціонером німецької компанії, виробника інтелектуальних відеорішень, MOBOTIX. За цей час компаніям вдалося значно збільшити базу клієнтів та розвинути свій бізнес. Тільки у Європі це партнерство залучило понад 70 клієнтів. MOBOTIX — це німецька якість інфраструктури відеонагляду та найсучасніше програмне забезпечення.   
Konica Minolta Ukraine є офіційним дистриб’ютором інтелектуальних IP відеорішень для промислового, професійного і домашнього відеонагляду, а також мережевого обладнання та систем контролю доступу торговельної марки MOBOTIX. 
Компанія надає повний спектр послуг: від аналізу та проєктування до впровадження рішень "під ключ" з подальшим сервісним обслуговуванням та технічною підтримкою. Розробляємо оптимальні відеорішення задля покращення бізнес-процесів наших клієнтів. Спільні з Mobotix розробки Konica Minolta направлені на вирішення таких завдань, як моніторинг процесів на виробничих підприємствах, аналіз поведінки відвідувачів в ритейлі, забезпечення безпеки в транспорті, диджиталізація інфраструктури розумних міст, або Smart City тощо.
Завдяки можливостям, які пропонують рішення з тепловими камерами німецької компанії MOBOTIX, Konica Minolta у світі вже допомагає в плануванні та будівництві комплексних рішень для теплового спостереження та дозволяє підприємствам проявити свою турботу та відповідальне ставлення до забезпечення хороших та безпечних умов праці для своїх працівників. 
Камери MOBOTIX з вбудованим тепловізором надзвичайно точно вимірюють теплове випромінювання від об’єктів та людей та можуть підключатися до «інтернету речей» (IoT), яке, в свою чергу надсилає автоматичні сповіщення, щоб вжити подальших профілактичних дій. Це допомагає запобігти доступу до будівлі особам, що можуть становити потенційну небезпеку. Технологія базується на безконтактній процедурі генерування зображень, яка дозволяє бачити теплове випромінювання від предмета чи тіла людини в невидимому для людського ока спектрі.
Вбудована аналітика MxAnalytics дозволяє оптимізувати роботу торговельної точки та покращити рівень обслуговування клієнтів.

## Виробництво SLR-фотоапаратів
Хоча компанія Minolta була першою, хто випустив дзеркальний фотоапарат з інтегрованою системою автофокусу, вона була останньою з «великої четвірки» виробників камер хто почав випуск цифрових дзеркальних фотоапаратів. Перша DSLR була анонсована в лютому 2004 року під ім'ям Konica Minolta Dynax 7D (називалася Maxxum 7D в Північній і Південній Америці, α-7 Digital в Японії) і була заснована на корпусі від дуже успішною плівкової камери — Dynax 7 (Maxxum 7 в Америці). Унікальною особливістю 7D була вбудована система стабілізації зображення, заснована на зсуві матриці. На прилавках камера з'явилася в кінці 2004 року, однак на той час компанії Canon і Nikon вже мали повні лінійки цифрових дзеркальних камер і багато серйозних фотографів вже перейшли на ці системи. У січні 2006 Konica Minolta оголосила про свій відхід з ринку фотообладнання і продажу свого фотопідрозду компанії Sony. Компанією Konica Minolta було випущено тільки дві моделі цифрових дзеркальних камер — Dynax 7D і Dynax 5D (камера початкового рівня, яка зберегла матрицю і систему стабілізації від 7D). На початку 2006 року Sony анонсувала лінійку цифрових дзеркальних камер Sony α (Альфа). Перша камера цієї лінійки — Sony α 100 була випущена влітку 2006 року. Хоча вона і оснащена 10-мегапіксельною матрицею, багато експертів вважають її прямим нащадком 6-мегапіксельною Dynax 5D.         